# St. Salvator (Passau)

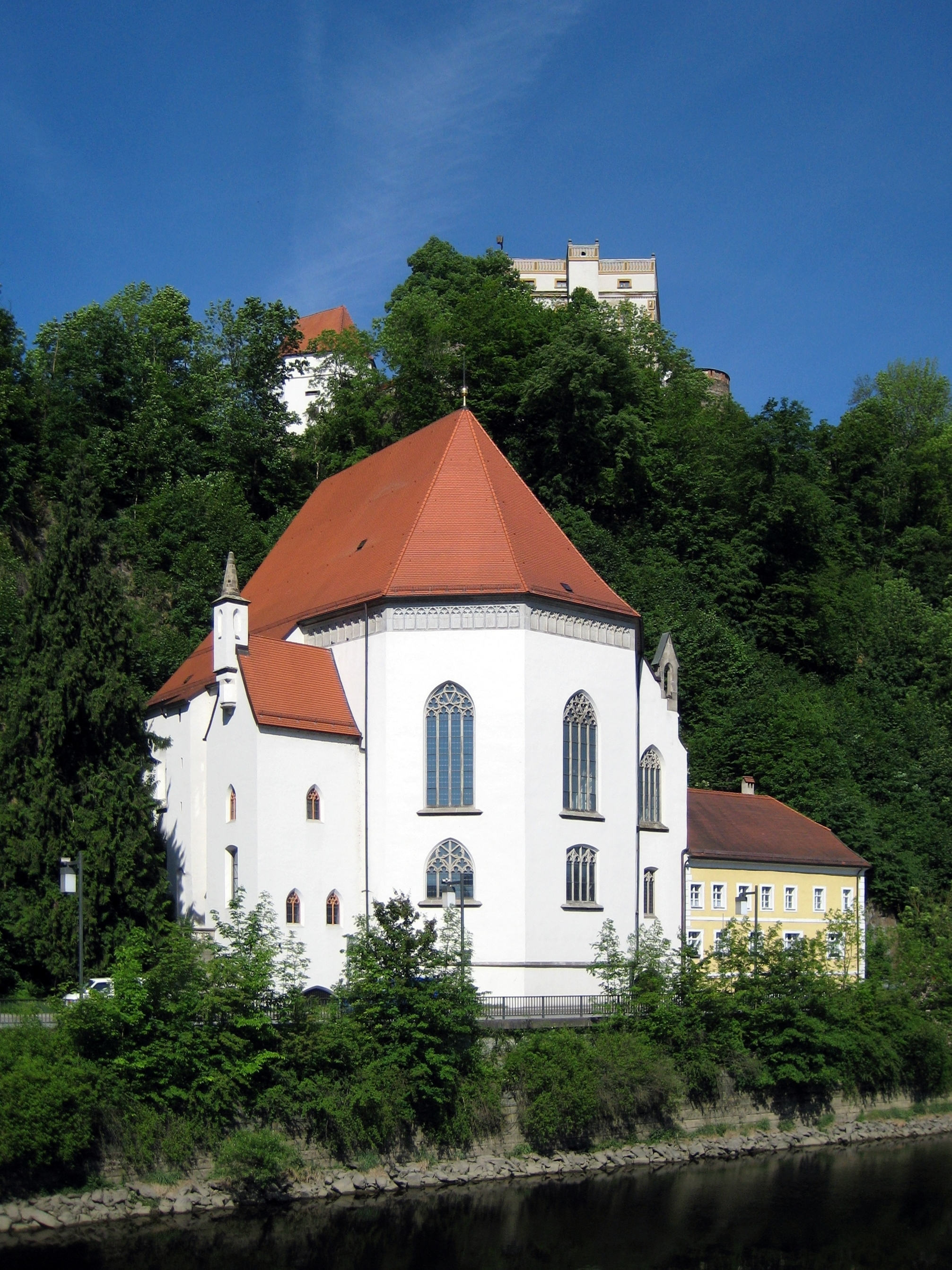
St. Salvator in Passau, im Hintergrund die Veste Oberhaus

Die ehemalige Nebenkirche St. Salvator in Passau liegt am rechten Ilzufer am Georgsberg direkt unterhalb der Veste Oberhaus. Nördlich der Kirche befindet sich die ehemalige Propstei von 1501.

## Geschichte

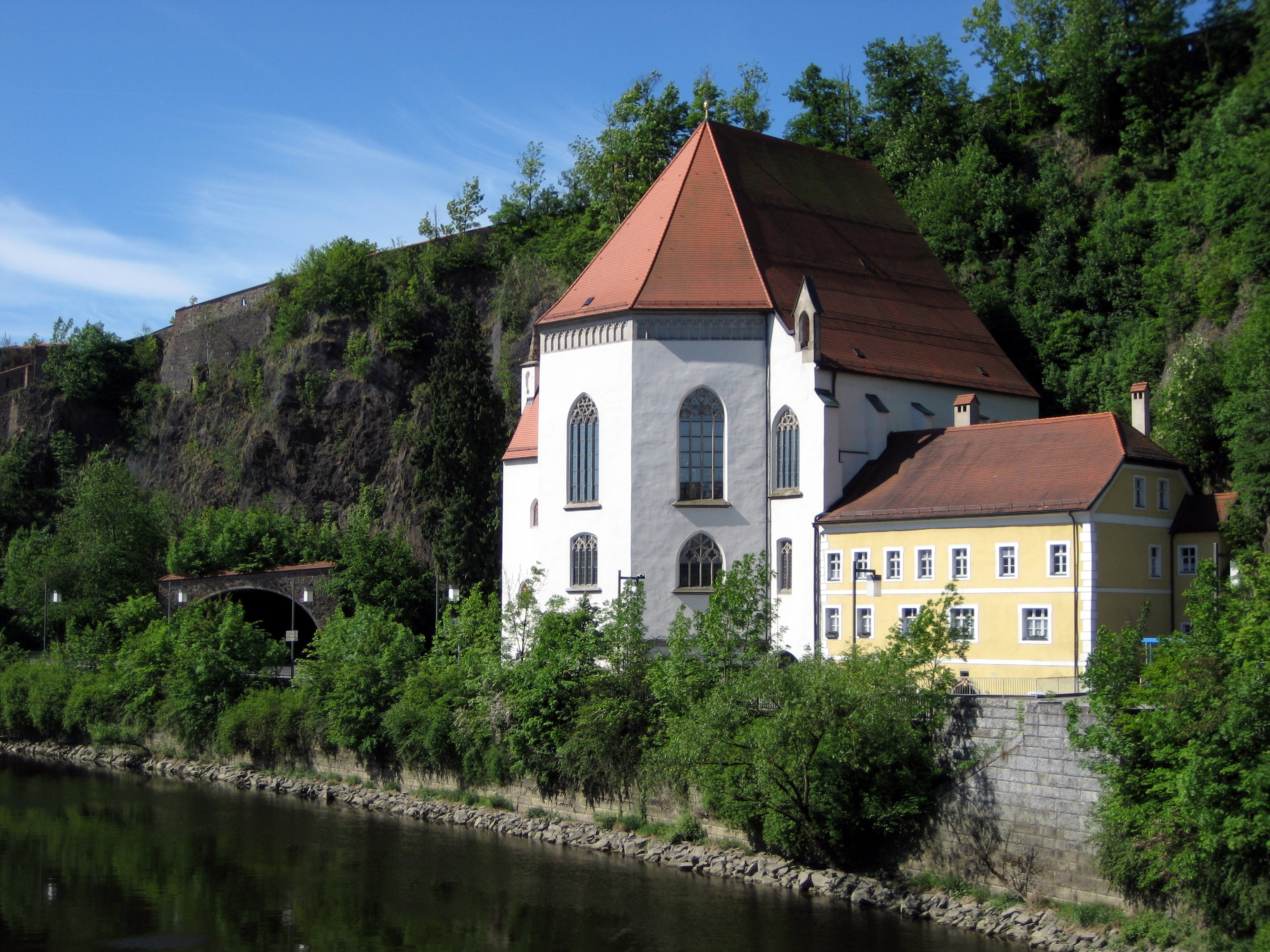
St. Salvator

Die Kirche St. Salvator wurde 1479 bis 1495 als Sühnekirche für einen angeblichen Hostienfrevel an Stelle einer Synagoge von einem unbekannten Baumeister errichtet.
Den in Passau im heutigen Ortsteil Ilzstadt ansässigen Juden wurde 1477 nachgesagt, eine geweihte Hostie mit einem Messer durchstochen zu haben, woraufhin aus ihr Blut geflossen sei. Die Angeklagten wurden verbrannt, die Juden aus Passau vertrieben, die Synagoge und das Judenviertel niedergerissen. Der Ablauf wurde auf einem Holzschnitt drastisch dargestellt, das für die angebliche Schändung benutzte Messer machte man zu einer Reliquie.
Am 14. August 1479 legte Bischof Ulrich von Nußdorf den Grundstein zu dem Kirchenbau. Die Kirche wurde 1483 als „Krypta zum Hl. Kreuz“ geweiht. Das Kollegiatstift St. Salvator zur Betreuung der Wallfahrt wurde 1490 durch Bischof Christoph von Schachner gegründet. Dem Stift waren die Pfarreien Ilzstadt, Gottsdorf, Hohenau, Obernzell, Perlesreut, Straßkirchen und Untergriesbach inkorporiert.
Die Kirche St. Salvator diente der Pflege des kirchlichen Antijudaismus in der Stadt über mehrere Jahrhunderte.

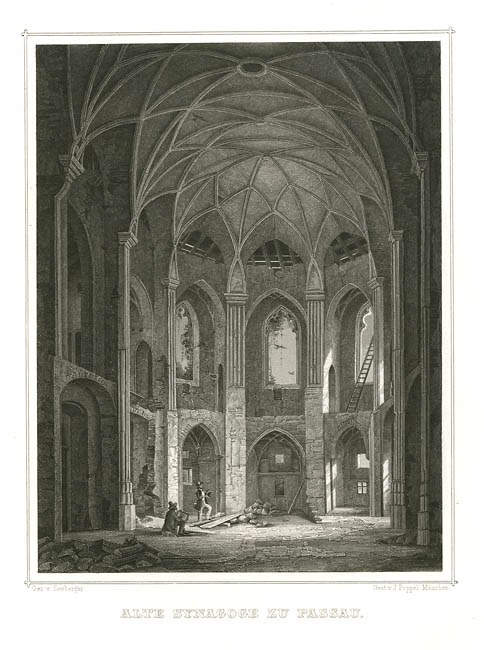
Der Innenraum von St. Salvator auf einem Stahlstich von J. Poppel nach Seeberger aus dem Jahr 1846

Die Wallfahrt erreichte jedoch nie die Bedeutung der vergleichbaren „Deggendorfer Gnad“ an der Grabkirche in Deggendorf. Aufgrund der Verarmung des Stifts konnten ab 1570 Dekan- und Chorherrenstellen nicht mehr besetzt werden. So verwandelte Bischof Urban von Trennbach es in eine so genannte Realpropstei, die in der Folgezeit jeweils an einen Passauer Domkapitular verliehen wurde.
Der letzte Propst übergab im Jahr 1788 die inkorporierten Stiftspfarreien dem Fürstbischof. Seit der Säkularisation 1803 ist das Stift endgültig aufgelöst; die Kirche wurde profaniert. 1811 wurde die Kirche an einen Salpeterbrenner verkauft, der daraus eine Wohnung machte. Die Einrichtung wurde größtenteils vernichtet. 1842 kaufte Bischof Heinrich von Hofstätter die Kirche zurück und ließ sie regotisieren. Nach der Weihe 1861 erhielten Englische Fräulein die Gebäude. Die Kirche dient heute als wegen ihrer Akustik geschätzter Konzertsaal. Sie ist nur im Rahmen von Ausstellungen oder Konzerten zugänglich.

## Kunst
Über der Krypta erhebt sich die doppelgeschossige Hauptkirche. Der Chronist Carl Seyffert schrieb 1788: „Hier sind drei Kirchen auf einander gebaut, welches einem, der solches nie gesehen, wunderlich vorkommt.“
Die Wandfresken stammen von 1505. Auffällig ist der Emporenkapellenumgang, der zum Zeigen der „Heiltümer“, der mit dem angeblichen Hostienfrevel im Zusammenhang stehenden Gegenstände, diente. Diese wurden in einer Kapelle in der Südostecke des umlaufenden Obergeschosses aufbewahrt. Das 1570 vollendete Rippengewölbe ist außerordentlich verschlungen. Auf der Westempore befindet sich ein ungewöhnlich großer neugotischer Altar, eine weitere Ausstattung fehlt.
Der sogenannte Hostienfrevel wurde auch im 17., 18. und 19. Jahrhundert auf Tafelbildreihen dargestellt, die sich heute zum Teil im Oberhausmuseum befinden.

## Nachweise
1. ↑  Jüdische Geschichte in Passau Alemannia Judaica
2. ↑  Gottfried Schäffer, Gregor Peda: Wallfahrten im Passauer Land. S. 17.